# Blair (namn)

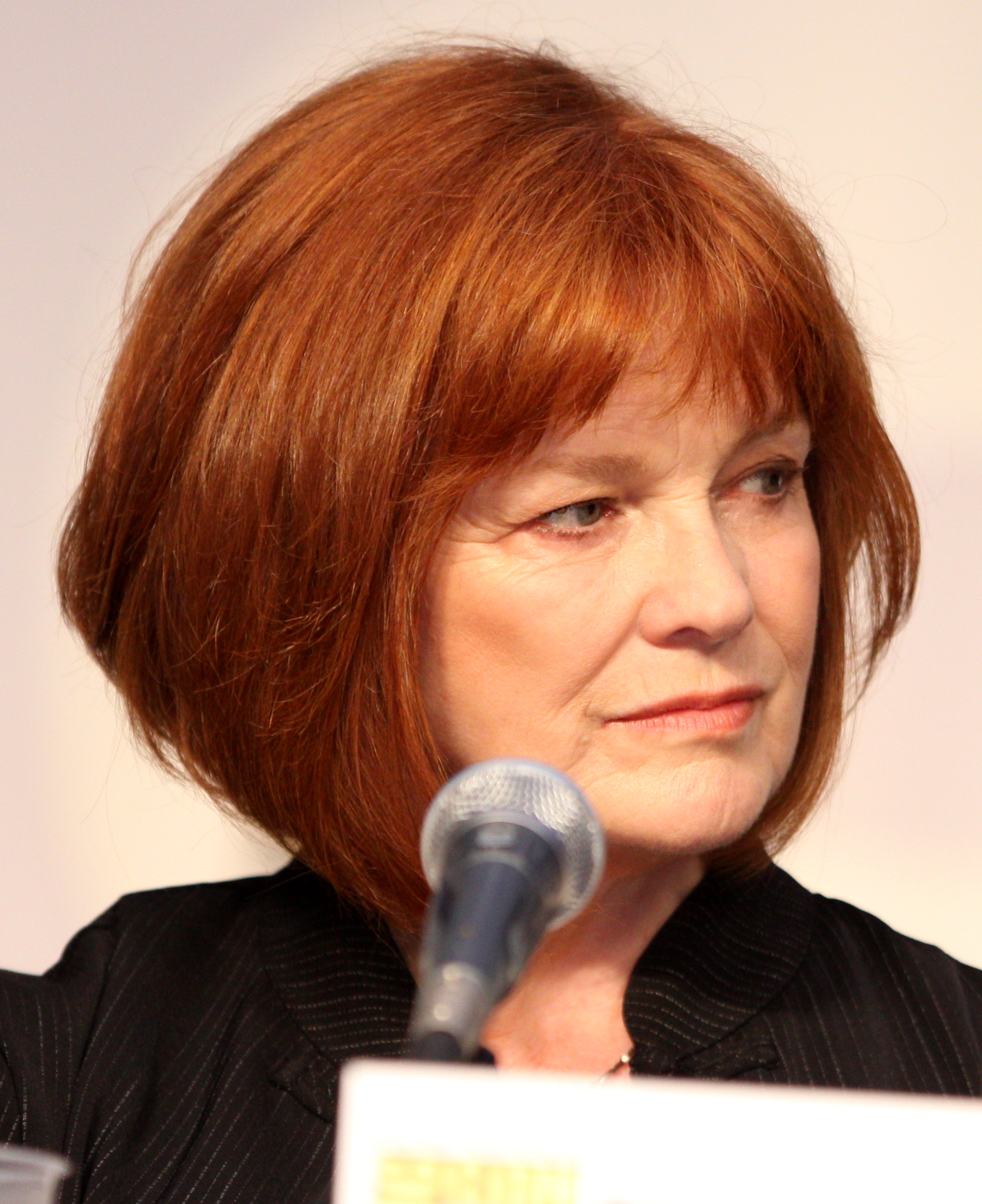
Blair Brown, 2010.

Blair är ett könsneutralt förnamn från efternamnet Blair. I Skottland är det vanligen ett mansnamn medan i USA är det även ett kvinnonamn.

## Personer med förnamnet Blair

### Män
- Blair Betts (född 1980), kanadensisk ishockeyspelare
- Blair Horn (född 1961), kanadensisk roddare
- Blair Lee (1857–1944), amerikansk politiker, demokrat, senator för Maryland
- Blair Lee III (1916–1985), amerikansk politiker, demokrat, guvernör i Maryland
- Blair Moody (1902–1954), amerikansk politiker, demokrat, senator för Michigan
- Blair Underwood (född 1964), amerikansk skådespelare

### Kvinnor
- Blair Brown (född 1946), amerikansk skådespelare